# Bâche (Soleure)
Pour les articles homonymes, voir Bâche.
Bâche (dans le dialecte local Bettlä) est une commune suisse du canton de Soleure, située dans le district de Lebern. Bâche comprend les communes de Bâche Village, Allmend, Ried, Büelen, Witi, Bischmatt, Zelg, Bruech, Tannlimatt, Ischlag, Kastels, Burg, Bettlachberg et Bettlachstock.

Vue aérienne de 300 m par Walter Mittelholzer (1925).

## Histoire de la commune

### Glaciation
Au cours de la dernière grande période glaciaire, le glacier du Rhône a traversé la vallée de l'Aar jusqu'à la région de Soleure. L'ancienne moraine latérale du glacier s'élève au centre du village à l'est de la mairie. À la fin de la période glaciaire (10000 à 9000 av. J.-C.), le glacier du Rhône s'est lentement retiré en raison du réchauffement climatique. L'élévation du Jura n'était pas soutenue par le glacier. Résultat : le calcaire instable a commencé à glisser et a provoqué un glissement de terrain massif. Le glissement de terrain, l'un des plus importants de Suisse, a créé le repère de Bâche, le Wandfluh. Tous les décombres de la chute sont aujourd'hui l'élévation douce entre le Hofacher et l'Aar, qui peut être vue particulièrement bien de l'air. Certaines parties de la ville de Granges et de Bâche s'y trouvent.
Intéressant pour les randonneurs est la soi-disant vue dans les temps préhistoriques, divers stands d'information répartis dans tout le canton. Deux de ces panneaux avec texte et photo se trouvent également sur la commune de Bâche près du "Bützen", directement sur la crête de la Wandflue. Le premier stand d'information traite de la glaciation de la vallée de Soleure et de l'Aar et le second de la grande mer du Jurassique, dont les fonds marins ont ensuite formé les montagnes du Jura.

### Premiers habitants
Bâche a été habitée très tôt. Des traces d'un peuplement datant de l'âge du bronze (1050-750 av. J.-C.) ont été retrouvées sur le territoire municipal. Environ 100 Celtes du sud de l'Allemagne se sont installés dans la région de Bâche. Cette tribu celtique, appelée les Helvètes, est partie pour la Gaule en 58 av. Après la bataille de Bibracte, cependant, le gouverneur romain Jules César les obligea à retourner en Suisse. A la même époque, les Romains occupaient la Suisse par le sud.

### Paetiliacum
La présence ultérieure des Romains à Bâche est attestée par un grand domaine appelé Paetiliacum (cour de Paetilius), fouillé à l'ouest de l'église protestante. En outre, on soupçonne encore aujourd'hui l'existence d'un second domaine sur la Büelenhügel orientale. Mais son existence n'est pas claire.
La commune de Bâche était traversée par deux voies romaines entre Petinesca (Studen b. Biel/Bienne) et Salodurum (Soleure).
Pendant plusieurs siècles, la majorité de la population celtico-romaine a vécu en paix sur le versant sud du Jura. En 260 après J.-C., les Alemanni envahirent la région. Le domaine romain de Bâche a probablement été détruit à cette époque.

### Comment Betelacho est devenu Bâche
En 1181, Bâche fut mentionné pour la première fois dans un document officiel sous le nom de Betelacho. En plus des informations sur la commune voisine de Saulcy, il y a aussi une zone pour Betelacho dans le document ci-dessus. Il s'agit de 70 Jucharten (25,2 hectares). Par rapport à la superficie actuelle du village (12,2 km²), ce n'est qu'une fraction. D'après les découvertes d'arbres à Witi, on peut supposer que la forêt de Bâche s'étendait beaucoup plus loin dans la plaine de l'Aar qu'elle ne le fait actuellement. Ce n'est que par le défrichement qu'une zone sans arbres a été créée à des fins agricoles. Huit cabanes sont également mentionnées dans ce document. Cela suggère que notre village comptait une centaine d'habitants.
En 1214, Bâche est de nouveau mentionné sous le nom de Betelahe. Ce parchemin contient pour la première fois le nom d'un villageois. Son nom était "Burcardus de Betelahe".

### Industrialisation
Après la chute de l'Ancien Régime (1798), Bâche appartenait au district administratif de Soleure pendant la période helvétique et de 1803 au district de Lebern. Dès le XVIIIe siècle, plusieurs petits ateliers d'horlogerie ont été construits dans le village. La véritable reprise économique a commencé en 1890 avec la création de plusieurs usines horlogères, également liées à l'industrie horlogère de la ville voisine de Granges. Vers 1900, la population augmenta rapidement et des usines furent construites pour les ouvriers.

### Pendant la Seconde Guerre mondiale
La population a été surprise par le déclenchement de la Seconde Guerre mondiale le 1er septembre 1939. L'invasion allemande de la Pologne est venue de manière inattendue pour toute la Suisse. Après une première orientation des élèves sur les événements dans le nord, les écoles ont été temporairement fermées. Avec la mobilisation de toute l'armée le lendemain, le 2 septembre 1939, de nombreux habitants de Bâche ont dû s'y installer.
La nouvelle situation de guerre a entraîné la mise en place de défenses locales, qui peuvent être mobilisées en cas d'urgence. Bâche recruta 62 hommes armés de fusils de la génération de 1889. La tâche consistait à surveiller les voies ferrées entre Granges et Saulcy et le contrôle du corridor, à mesure que les vols de légumes augmentaient.
Entre novembre 1940 et septembre 1944, tout le village a dû être assombri. Il n'y a donc plus eu d'activités sociales pendant cette période. La nourriture et le carburant étaient également rares, de sorte qu'une interdiction de conduire des voitures a été introduite.
Afin de produire plus de nourriture, la communauté a reçu l'ordre d'étendre la zone cultivée. L'ancien terrain de soccer à l'est de l'auberge St. Urs et Viktor a également été détruit par cet arrangement et a dû céder la place à un champ de pommes de terre.
Bâche n'a pas été directement affecté par la guerre. Cependant, les unités de cavalerie ou d'infanterie étaient souvent cantonnées dans le village. Vers la fin de la Seconde Guerre mondiale, des bombardiers alliés survolèrent également Bâche en direction des centres d'armement italiens.
Lorsque la fin de la guerre fut annoncée le 8 mai 1945, les usines du village fermèrent par joie et le prêtre du village fit sonner les cloches de l'église.